# Pandanus peyrierasii
Pandanus peyrierasii là một loài thực vật có hoa trong họ Dứa dại. Loài này được B.C.Stone & Guillaumet miêu tả khoa học đầu tiên năm 1972 publ. 1973.